# 熊本フェリー
熊本フェリー株式会社 （くまもとフェリー）は、有明海でフェリーを運航する海運会社。九州産交グループの関連企業である。

## 概要
九州産業交通と江崎汽船の出資により、1991年に設立された。
熊本と天草を結ぶ高速旅客船などを運航していたが、2009年4月以降は、熊本と島原半島を結ぶ高速フェリー1航路のみを運航する。
熊本 - 島原航路には、九州商船グループの九商フェリーが在来船で就航しており、競合している。所要時間は30分と九商フェリーの半分だが、旅客運賃は九商フェリーの方が安く、便数も多い。

## 航路
運航中の航路
- 熊本港（熊本市） - 島原港（島原市）（1998年 - ）

高速フェリー「オーシャンアロー」を使用して、1日6便（4月-12月の土・日・祝は7便）を運航する。所要時間は30分。九州横断バスでかつて運行していた別府と長崎・雲仙を結ぶ路線は当社と同じ産交グループであるため、運航開始と同時に「オーシャンアロー」をバスごと利用する形態に変更した。
過去の航路
- 熊本港（熊本市） - 本渡港（天草市）（1997年 - 2009年3月31日）

高速旅客船「マリンビュー」を使用して約1時間で結んでおり、「天草エンジェルライン」の愛称がついていた。
ピーク時の1997年度には、11万7千人の利用があったが、その後の利用客数は減少し、2006年10月には5往復から3往復に減便、2006年度の利用客数は6万4千人と半減した。利用客減少や燃料費の大幅上昇で運航継続が困難であるとして、2007年8月末での廃止を表明したが、天草市の支援により撤回された。その後、2009年3月31日に運航休止となった。

## 船舶
運航中の船舶
- オーシャンアロー

石川島播磨重工業（当時、船舶・海洋事業については現ジャパンマリンユナイテッド）が開発した、超細長双胴船（SSTH, Super Slender Twin Hull）船型の70m級カーフェリーの第1番船である。1998年就航。
過去の船舶
- マリンビュー

154総トン、全長26.22m、航海速力33ノット、旅客定員140名、IMO 9160126
本渡航路に就航していたオースタル製の双胴高速旅客船。運輸施設整備事業団の共有造船制度を使用して建造された。航路休止後は熊本港で長期係船されていたが、2013年に売却され、コモロ諸島でNTRINGUI EXPRESSとして就航している。

## 営業所
- 熊本支店 - 熊本県熊本市西区新港1-2 北緯32度45分48.7秒 東経130度35分24.1秒
- 島原支店 - 長崎県島原市下川尻外港 北緯32度46分1.3秒 東経130度22分21.7秒

過去の営業所
- 本渡支店 - 熊本県天草市港町1-9 北緯32度27分21.2秒 東経130度12分0.2秒